# CUBE(K5)
CUBE(K5)（キューブ）は、京都在住の電子音楽家である。エレクトロニカ、テクノポップなどの分野で活動。

## 略歴
- セッションバンドや放送用楽曲提供、NPOの音楽活動、アートイベントへのサウンドインスタレーション作品の出展、ライブ活動、音楽以外の様々な分野のアーティストなどとのコラボレーションも活発に行っている。
- 2005年、坂本龍一公認プロジェクト「musicplans skmt tribute」に参加(Green Enagy/GECA1106)[1]。
- 2006年、テクノポップコンピレーション・アルバム、TECHNO4POP vol.4に参加。2009年にはアメリカのレーベルMAR CREATIONから米国リリースされる。
- 2007年、Unnecessary Noise Prohibitedの伊藤コウイチと互いに音楽的交流を深め2008年、ユニット名をThe Phonosとして結成。アルバム『少年のユメ』を制作。2009年1月・5月に、J-WAVEの坂本龍一の番組『RADIO SAKAMOTO』のオーディションにThe Phonosがノミネートされ、以後、数回連続ノミネート。
- 2008年よりサウンドアーティストの有馬純寿とcrosstalkと題して実験的なサウンドイベントを展開。
- 2009年、cafe projectと題し「カフェやバーという空間におけるアンビエントな電子音楽」をテーマに、新しいイベントを展開。レーベル「DIGITAL ART REMIX」を設立。viBirth、MOBILE GIGA、iTunes Storeからアルバム『Interaction form』を世界22カ国同時リリース。
- 2010年、シタール奏者 ヴィーナ文香、タブラ奏者 藤沢バヤンとともに、平城遷都1300年記念・奈良県立橿原考古学研究所附属博物館開館70周年記念イベントにて共演。インドの伝統音楽とコラボレーション。
- 2011年、トベタ・バジュンの呼びかけによる東日本大震災の被災者支援を目的とするチャリティーアルバムArtist Actionにソロ、The Phonosとして参加。参加メンバーは『RADIO SAKAMOTO』オーディションのノミネート出身者が中心。アルバム売上は日本赤十字社を通じて義援金となっている。
- 2012年、『RADIO SAKAMOTO』オーディション出身、Babiが中心となり坂本龍一の還暦を祝う企画アルバム「Congratulations on your 60th Birthday Dear skmts」にソロ、The Phonosとして参加。売上は被災地の幼稚園・小・中・高校に対する楽器関連の復興支援を目的とするこども音楽再生基金へと寄付される。東日本大震災被災地支援を目的としたコンピレーション・アルバムPLAY FOR JAPAN 2012に参加。他には畠山美由紀、ソウル・フラワー・ユニオン、青葉市子＋内橋和久、DE DE MOUSE、Tyme. x Tujiko などで3月11日、OTOTOYよりリリース。売上から手数料などを差し引いた全額が義援金として被災地支援のために寄付されている。